# Rämshyttan
Rämshyttan is een plaats in de gemeente Borlänge in het landschap Dalarna en de provincie Dalarnas län in Zweden. De plaats heeft 77 inwoners (2005) en een oppervlakte van 28 hectare. De plaats ligt aan het meer Rämen, circa 25 kilometer ten zuidwesten van de stad Borlänge.